# Боровково (Новокузнецький район)
Боро́вково (рос. Боровково) — село у складі Новокузнецького району Кемеровської області, Росія. Входить до складу Центрального сільського поселення.

## Населення
Населення — 300 осіб (2010; 303 у 2002).
Національний склад (станом на 2002 рік):
- росіяни — 90 %